# 南会津警察署
南会津警察署（みなみあいづけいさつしょ）は、福島県警察が管轄する警察署の一つである。

## 所在地
- 福島県南会津郡南会津町田島字大坪54番地1

## 管轄区域
- 南会津郡
  - 南会津町
  - 只見町
  - 下郷町
  - 檜枝岐村

## 沿革
- 1876年（明治9年）：若松警察出張所田島屯所として設置
- 1881年（明治14年）：田島警察署として昇格
- 1889年（明治22年）：南会津警察署に改称
- 1902年（明治35年）：再び田島警察署に改称
- 1972年（昭和47年）：田島字中町甲3918-4に会津方部初の三階建て新庁舎竣工
- 2006年（平成18年）3月20日：四町村合併と同時に福島県南会津警察署に改称
- 2010年（平成22年）12月6日：田島字大坪54番地1の新庁舎にて業務を開始。県内初のヘリポートを備える。

## 交番
- なし

## 駐在所

### 南会津町
- 荒海駐在所 - 南会津郡南会津町糸沢字馬場原453-3
- 伊南駐在所 - 南会津郡南会津町古町字千苅89
- 舘岩駐在所 - 南会津郡南会津町松戸原124
- 南郷駐在所 - 南会津郡南会津町山口上新田1018-1

### 只見町
- 朝日駐在所 - 南会津郡只見町黒谷字御蔵前1081-1
- 只見駐在所 - 南会津郡只見町只見字沖1413-1
- 明和駐在所 - 南会津郡只見町小林字上照岡1224

### 下郷町
- 楢原駐在所 - 南会津郡下郷町大字栄富字落水甲272
- 湯野上駐在所 - 南会津郡下郷町大字湯野上字橋詰乙486-2

※伊南・舘岩両駐在所は駐在所が存在しない檜枝岐村からの最寄り駐在所となっている。